# 바이두백과
바이두백과(중국어: 百度百科, 영어: Baidu Encyclopedia, Baidu Baike, 백도백과, 바이두 백과사전)는 중화인민공화국의 검색 엔진인 바이두가 제공하는 중국어 협동 웹 기반 백과사전이다. 바이두와 비슷하게 백과사전은 정부 규제를 통하여 자체 검열을 받는다.
바이두백과의 시험판은 2006년 4월 20일에 출시되었고 시작한지 불과 3주 만에 백과사전은 90,000건이 넘는 문서가 등재되면서 중국어 위키백과를 압도하며 성장하였다. 그 뒤 2008년에 후둥이 이 두 개의 백과사전의 문서 수를 초과하였다.
바이두백과는 2015년 3월 기준으로 10,980,000건이 넘는 문서를 보유하고 있으며 이는 영어 위키백과의 2배, 중국어 위키백과의 12배 이상이다.

## 개념
W3C 콘퍼런스인 WWW2008에 참석한 바이두의 윌리엄 창은 "중국이 위키백과를 사용할 이유는 사실상 없습니다... 중국이 자신만의 제품을 만드는 것이 더 자연스럽습니다."라고 말했다.

## 기능
초기 테스트 버전의 이름이 "바이두 위키"(Baidu WIKI)였지만, 공식 보도와 위키백과 문서 자체에는 해당 시스템이 위키가 아니라고 하였다. 그러나 전반적인 기능은 위키와 비슷하게 동작하며 내부적으로도 "위키"라는 낱말을 이따금 이용한다.

## 백과사전의 원칙
다음 종류의 내용물이 포함된 문서나 댓글은 제거된다.
1. 포르노그래피, 폭력, 공포, 미개한 콘텐츠
2. 광고
3. 반동주의적 콘텐츠
4. 인격 공격
5. 비도덕적인 콘텐츠
6. 악성, 스팸성 콘텐츠

## 저작권
바이두백과의 저작권 정책은 도움말 문서의 사용 조항에 그 윤곽이 나와 있다. 해당 사이트에 콘텐츠를 추가함으로써 사용자들은 바이두의 저작권을 원 기여자들에게 할당하는 데 동의한다고 언급되어 있다. 또, 사용자들은 지식재산법을 위반할 수 없으며 크리에이티브 커먼즈 및 GNU 자유 문서 사용 허가서 (GFDL)로 작품을 인용하는 기여들은 해당 라이선스의 제한을 따른다고 언급되어 있다. 그러나 각 문서 아래에는 저작권 ©2009 Baidu가 표시되어 있기 때문에 앞서 언급된 이용 조항들과는 상충된다.

## 같이 보기
- 중국어 위키백과
- 한국어 위키 목록